# Ciclism la Jocurile Olimpice de vară din 2024 - Cursa masculină de freestyle
Cursa ciclistă de BMX freestyle masculin de la Jocurile Olimpice de vară din 2024 a avut loc în perioada 30-31 iulie 2024 în Place de la Concorde, Paris.

## Program
Orele sunt ora Franței (UTC+1) 
| Data                    | Timp  | Etapă             |
| ----------------------- | ----- | ----------------- |
| Marți, 30 iulie 2024    | 13:25 | Locurile la start |
| Miercuri, 31 iulie 2024 | 13:10 | Finala            |

## Rezultate

### Locurile la start
Faza aceasta a determinat ordinea de start în finală, cel mai bine clasat ciclist în această rundă plecând ultimul în finală.
| Loc | Ciclist                     | Țară                       | Cursa 1 | Cursa 2 | Medie | Note |
| --- | --------------------------- | -------------------------- | ------- | ------- | ----- | ---- |
| 1   | Kieran Reilly               | Marea Britanie             | 91,68   | 90,75   | 91,21 | C    |
| 2   | Marcus Christopher          | Statele Unite ale Americii | 90,10   | 88,87   | 89,48 | C    |
| 3   | Logan Martin                | Australia                  | 88,56   | 90,22   | 89,39 | C    |
| 4   | Justin Dowell               | Statele Unite ale Americii | 88,40   | 89,74   | 89,07 | C    |
| 5   | Anthony Jeanjean            | Franța                     | 87,22   | 87,94   | 87,58 | C    |
| 6   | Rimu Nakamura               | Japonia                    | 87,20   | 86,87   | 87,03 | C    |
| 7   | José Torres Gil             | Argentina                  | 86,24   | 87,08   | 86,66 | C    |
| 8   | Gustavo Batista de Oliveira | Brazilia                   | 85,51   | 86,07   | 85,79 | C    |
| 9   | Ernests Zēbolds             | Letonia                    | 84,60   | 85,29   | 84,94 | C    |
| 10  | Jeffrey Whaley              | Canada                     | 76,20   | 80,83   | 78,51 |      |
| 11  | Marin Ranteš                | Croația                    | 85,19   | 67,40   | 76,29 |      |
| 12  | Vincent Leygonie            | Africa de Sud              | 73,20   | 78,50   | 75,85 |      |

### Finala
| Loc | Ciclist            | Țară                       | Cursa 1 | Cursa 2 | Cel mai bun rezultat | Note |
| --- | ------------------ | -------------------------- | ------- | ------- | -------------------- | ---- |
| 1   | José Torres Gil    | Argentina                  | 94,82   | 92,12   | 94,82                |      |
| 2   | Kieran Reilly      | Marea Britanie             | 93,70   | 93,91   | 93,91                |      |
| 3   | Anthony Jeanjean   | Franța                     | 3,22    | 93,76   | 93,76                |      |
| 4   | Marcus Christopher | Statele Unite ale Americii | 29,40   | 93,11   | 93,11                |      |
| 5   | Rim Nakamura       | Japonia                    | 90,35   | 90,89   | 90,89                |      |
| 6   | Gustavo Oliveira   | Brazilia                   | 90,20   | 88,88   | 90,20                |      |
| 7   | Justin Dowell      | Statele Unite ale Americii | 88,35   | 54,60   | 88,35                |      |
| 8   | Ernests Zēbolds    | Letonia                    | 86,04   | 87,14   | 87,14                |      |
| 9   | Logan Martin       | Australia                  | 64,40   | 33,40   | 64,40                |      |